# Václav Djačuk
Václav Djačuk, narozen jako Vasil Djačuk (10. září 1920 Rachov, Podkarpatská Rus – 16. března 2015 Praha) byl československý a český plukovník rusínského původu. Za druhé světové války byl letcem v 1. československém stíhacímu leteckému pluku. Byl vězněn v gulagu a za komunistického režimu byl bez udání důvodu propuštěn z armády a mohl pracovat jen jako dělník. Dne 28. října 2011 byl oceněn Řádem Bílého lva za mimořádné zásluhy o obranu a bezpečnost státu a vynikající bojovou činnost.

## Život
Vasil Djačuk se narodil 10. září 1920 v Rachově v Podkarpatské Rusi do hospodářské rodiny. Jeho otec, který byl za první světové války legionářem, byl vorařem a společně se svou manželkou obhospodařovali také i menší hospodářství. Po dokončení základní školy studoval Vasil ještě rok na zemědělské škole a následně pracoval jako dělník v lesích v okolí Rachova. Když ale v březnu 1939 obsadili zbytek Podkarpatské Rusi Maďaři, rozhodl se s kamarádem Vasilem Vránou přejít v červenci 1940 hranice na bývalé polské území okupované Sovětským svazem, aby se vyhnuli službě v maďarské armádě. Krátce po přechodu byli zatčeni jako údajní špioni a uvězněni ve věznicích v Nadvirne, Stanislavově a Starobilsku. Dne 5. června 1941 byli za ilegální přechod hranic odsouzeni na tři roky v nápravně-pracovním táboru - gulagu. Odvezli je v dobytčích vagónech ze Starobilska do Vladivostoku, odkud po měsíční cestě odpluli do Magadanu. Po cestě s nelidskými podmínkami nejprve pracoval nedaleko velkého tranzitního tábora v Magadanu na stavbě letiště a následně na zlatých nalezištích v údolí řeky Kolymy v táboře Udarnik. Vězni zde do vyčerpání pracovali ve zlatých dolech v údolí řeky Kolyma. Byl už z této namáhavé práce natolik unaven, že se pokusil o sebezmrzačení. Za sebepoškozování byly vysoké tresty, a proto když šel kolem kolejnic, předstíral klopýtnutí a při tom položil ruku na kolejnici, ať mu vozík přejede přes ruku. Na měsíc si odpočinul, ale jeho přítel Vrána tady v důsledku naprostého vyčerpání zemřel. Když se vrátil zpět, neuměl moc pohybovat rukou. Jednoho dne byl z několik nemocných vězňů vybrán pro vypomáhání v místním kolchozu.
Během zimy v roce 1942 bylo vězňům pracujícím v kolchozu sděleno, že z táborů budou propuštěni českoslovenští občané, pokud se přihlásí do československé vojenské jednotky formující se v Buzuluku. Na svobodu byl propuštěn 27. března 1943 a po strastiplné cestě dorazil do Buzuluku až v srpnu. Zrovna zde probíhal nábor do letectva a i když předtím neměl žádné zkušenosti a ani vztah k letadlům, přihlásil se, aby se dozvěděl svůj zdravotní vztah po pobytu v gulagu. Z tři sta lidí byl vybrán mezi třicet devět kandidátů k letectvu a po ročním leteckém výcviku v pilotním učilišti Vjazniki byl zařazen k 1. leteckému stíhacímu pluku. Podílel se osvobozovacích bojích v oblasti Opavska a Ostravska a nakonec přišel rozkaz k cestě do Prahy. I když v červenci 1945 odešel z armády, následující rok se stal opět vojákem a zkušebním pilotem Leteckého zkušebního ústavu v Letňanech.
Když se chtěl v roce 1945 podívat domů na Podkarpatskou Rus, bylo mu řečeno, že může, ale už tam musí natrvalo zůstat. Cestu uskutečnil a téhož roku se vrátil zpět do Československa. Aby nebyl deportován, šel v letecké uniformě s žádostí na Kancelář presidenta republiky. Zde ho vyslechl a pomohl Jan Masaryk, který mu dal kontakt na Ministerstvo vnitra, kde mu žádost o občanství bez problémů vyřídili. V roce 1949 byl ale bez udání důvodu propuštěn z armády a musel nastoupit jako stavební dělník‑skladník do národního podniku Baraba. V padesátých letech vykonával investičního referenta na stavbách a od roku 1956 pracoval dva roky jako horník v dole Nosek v Tuchlovicích. Následně byl opět zaměstnán v podniku Baraba, kde působil až do svého odchodu do důchodu. Po roce 1989 byl rehabilitován a byly mu vráceny vojenské hodnosti. Na začátku devadesátých let se dočetl v novinách, že vězni z gulagů mohou podat žádost o odškodnění. Žádost podal na Ruské velvyslanectví, které odpovědělo, že za odškodnění odpovídá Ukrajina. Ta žádost uznala s nárokem jen na 144 000 karbovanců, jejich tehdejší měny. Pro peníze by si musel dojet na Ukrajinu, což by se mu ale nevyplatilo.
V roce 2006 mu bylo udělené čestné občanství Prahy 18 a roku 2008 Cena Prahy 11. U příležitosti výročí vzniku Československa byl 28. října 2011 vyznamenán prezidentem Václavem Klausem Řádem Bílého lva V. třídy.
Zemřel po krátké nemoci 16. března 2015 v Praze ve věku 94 let. Je po něm pojmenovaná ulice Djačukova v Letňanech, která je kolmo ohraničena ulicemi Škarvadova a Úlehlova a ústí do ní Horalova.

## Vyznamenání
- Medaile za vítězství nad Německem ve Velké vlastenecké válce 1941–1945[12]
- Československá medaile Za chrabrost před nepřítelem
- Československý válečný kříž 1939
- Pamětní medaile československé armády v zahraničí
- 2006 - Čestné občanství MČ Praha 18
- 2008 -  Záslužný kříž ministra obrany České republiky[13], III. stupně
- 2011 -  Řád Bílého lva, V. tř. vojenská skupina